# Boophis andohahela
Espèce
Statut de conservation UICN

 VU B1ab(iii) : Vulnérable
Boophis andohahela est une espèce d'amphibiens de la famille des Mantellidae.

## Répartition
Cette espèce est endémique de la province de Toliara à Madagascar. On la trouve entre 400 et 1 000 m d'altitude. Son aire de répartition couvre une zone d'environ 200 km2 dans la pointe Sud-Est de l'île.  

## Étymologie
Cette espèce est nommée en référence au lieu de sa découverte, le parc national d'Andohahela.

## Publication originale
- Andreone, Nincheri & Piazza, 1995 "1994" : Un nouveau Boophis vert (Ranidae: Rhacophorinae) de forêts pluviales du Sud Madagascar. Revue Française d'Aquariologie, Herpétologie, vol. 21, p. 121-127.